# Astronidium subvaginatum
Astronidium subvaginatum är en tvåhjärtbladig växtart som beskrevs av Jisaburo Ohwi. Astronidium subvaginatum ingår i släktet Astronidium och familjen Melastomataceae. Inga underarter finns listade i Catalogue of Life.